# Список погибших парусных кораблей Российского императорского флота

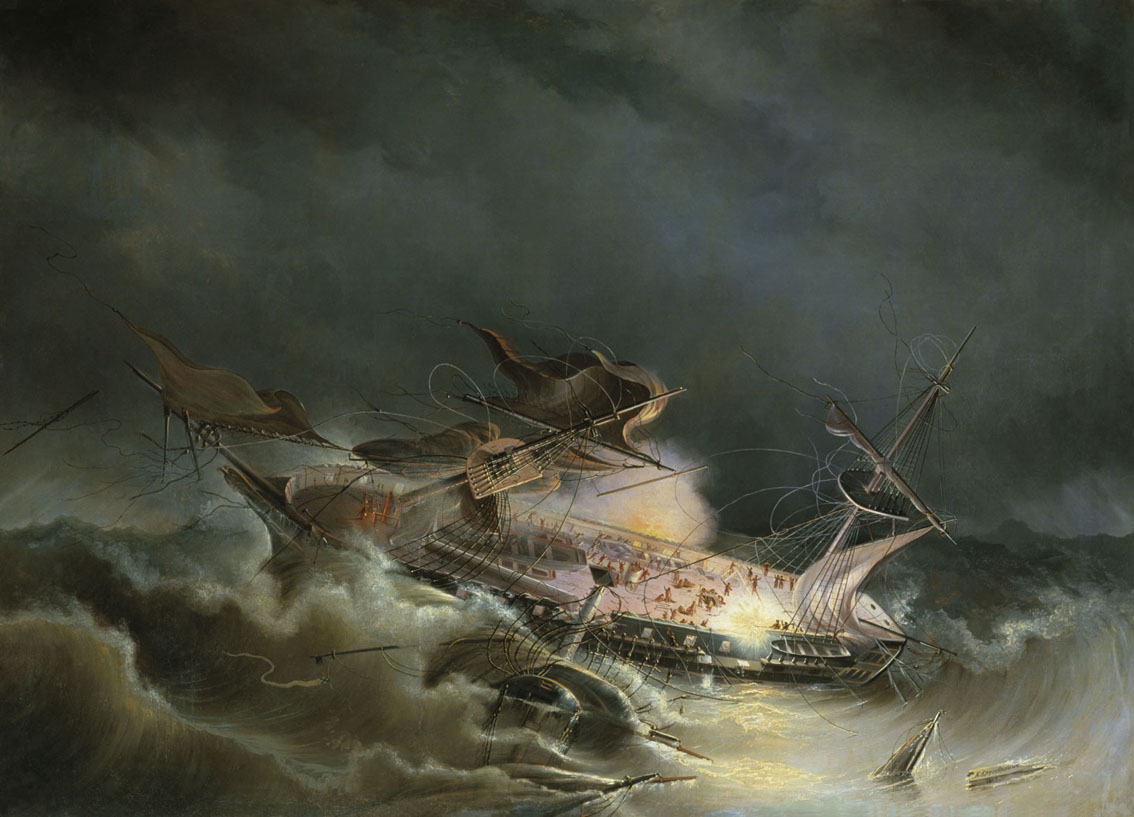
К. В. Круговихин «Крушение корабля „Ингерманланд“ 30 августа 1842 года у берегов Норвегии», 1843 год

В список включены парусные корабли Российского императорского флота, погибшие при различных обстоятельствах в результате кораблекрушений или иных происшествий.

## Легенда
Список судов разбит на разделы по флотам и флотилиям, внутри разделов суда представлены в порядке очерёдности крушений, в рамках одной даты — по алфавиту.
- Наименование — наименование судно в составе российского флота.
- Тип — тип разбившегося судна.
- Дата постройки — дата спуска на воду или включения в состав флота.
- Дата гибели — дата кораблекрушения.
- Место и обстоятельства гибели — краткое описание обстоятельств кораблекрушения.
- Число жертв — число погибших членов экипажа и пассажаров судна.
- Примечания — ссылки на источники.
- н/д — нет данных.

Сортировка может проводиться по любому из выбранных столбцов таблиц, кроме столбцов Место и обстоятельства гибели и Примечания.

## Крушения кораблей Балтийского флота
| Наименование              | Тип                       | Дата постройки                  | Дата гибели                        | Место и обстоятельства гибели | Число жертв | Прим.                              |
| ------------------------- | ------------------------- | ------------------------------- | ---------------------------------- | --- | ----------- | ---------------------------------- |
| Без названия              | парусный линейный корабль | июль 1711 года                  | 24 августа (4 сентября) 1712 года  | Разбился на Ладожском озере. | н/д         | [ 1 ] [ 2 ] [ 3 ]                  |
| Выборг                    | парусный линейный корабль | 1710 год                        | 11 (22) июля 1713 года             | Сел на камни между Гогландом и Гельсингфорсом, снять с камней корабль не удалось, его корпус переломился и чтобы не достался шведам был сожжён экипажем.                                                                             | 0           | [ 4 ] [ 5 ]                        |
| Нарва                     | парусный линейный корабль | 25 октября (5 ноября) 1714 года | 27 июня (8 июля) 1715 года         | Находясь на кронштадтском рейде, взорвался от удара молнии и затонул. | 300         | [ 4 ] [ 5 ]                        |
| Новопостроенный транспорт | транспорт                 | н/д                             | 1715 год                           | Следовал из Архангельска в эскадре с четырьмя кораблями, однако разлучился с ними в пути и разбился в районе Готенбурга. | н/д         | [ 4 ] [ 5 ]                        |
| Лизет                     | шнява                     | 1708 год                        | октябрь 1716 года                  | Попала в шторм у берегов Дании и разбилась. | н/д         | [ 5 ] [ 6 ] [ 7 ] [ 8 ] [ 9 ]      |
| Принцесса                 | шнява                     | 1714 год                        | октябрь 1716 года                  | Попала в шторм у берегов Дании и разбилась. | н/д         | [ 5 ] [ 6 ] [ 10 ] [ 11 ]          |
| Святой Антоний            | парусный линейный корабль | 1711 год                        | 10 (21) ноября 1716 года           | В шторм вынесен из ревельской гавани, выброшен на мель и разбит волнами. | н/д         | [ 4 ] [ 5 ]                        |
| Фортуна                   | парусный линейный корабль | 1713 год                        | 10 (21) ноября 1716 года           | В шторм вынесен из ревельской гавани, выброшен на мель и разбит волнами. | н/д         | [ 5 ] [ 10 ]                       |
| Лесное                    | парусный линейный корабль | 1718 год                        | 23 мая (3 июня) 1719 года          | Находился на кронштадтском рейде, где налетел на собственный якорь, проломил днище, завалился на бок, сломал все три мачты и затонул. Впоследствии был поднят, отремонтирован и возвращён в состав флота.                            | 0           | [ 5 ] [ 10 ]                       |
| Лондон                    | парусный линейный корабль | 1714 год                        | 1 (12) октября 1719 года           | По пути из Ревеля в Кронштадт разбился во время стоянки у Лондонской мели. | 0           | [ 5 ] [ 10 ]                       |
| Портсмут                  | парусный линейный корабль | 1714 год                        | 1 (12) октября 1719 года           | По пути из Ревеля в Кронштадт разбился во время стоянки у Лондонской мели. | 0           | [ 5 ] [ 10 ]                       |
| Ништадт                   | парусный линейный корабль | 1721 год                        | 12 (23) ноября 1721 года           | По пути из Голландии в Россию сел на мель у о-ва Эзель и затонул. | 0           | [ 5 ] [ 12 ]                       |
| Голштиния                 | флейт                     | 1730 год                        | октябрь 1731 года                  | В районе Ревеля сел на мель, снять с мели флейт не удалось и весной следующего года он был разобран. | 0           | [ 5 ] [ 12 ]                       |
| Меркуриус                 | пакетбот                  | 1727 год                        | 22 мая (2 июня) 1732 года          | По пути из Любека сел на мель у острова Сескар, снять пакетбот с мели не удалось, поэтому он был разобран. | н/д         | [ 5 ] [ 12 ]                       |
| Лавенсар                  | флейт                     | 1734 год                        | 20 сентября (1 октября) 1739 года  | По пути из Ревеля в Кронштадт налетел на мель в районе острова Лавенсари и разбился. | н/д         | [ 12 ] [ 13 ]                      |
| Новый курьер              | пакетбот                  | 1733 год                        | 26 сентября (7 октября) 1740 года  | Во время шторма налетел на камни у острова Кокшер и на следующий день был разбит волнами. | 0           | [ 13 ] [ 14 ]                      |
| Без названия              | дубель-шлюпка             | н/д                             | 24 мая (4 июня) 1740 года          | Разбилась о камни в Финском заливе у острова Пени. | н/д         | [ 13 ] [ 14 ] [ 15 ]               |
| Амстердам-Галей           | фрегат                    | 1720 год                        | 1740 год                           | По пути из Ревеля в Архангельск во время сильного шторма из-за ошибки в счислении вместо острова Борнгольм вышел к берегам Померании. При попытках встать на якорь в районе Гейсфальда фрегат был выброшен на отмель и разбился.     | 0           | [ 13 ] [ 14 ] [ 16 ] [ 17 ] [ 18 ] |
| Фаворитка                 | шнява                     | 1723 год                        | 1741 год                           | Во время волнения в Финском заливе шняву начало заливать и для спасения экипажа она была выброшена на берег. | 0           | [ 13 ] [ 19 ]                      |
| Гектор                    | фрегат                    | 30 мая (10 июня) 1736 года      | 29 июля (9 августа) 1742 года      | Во время крейсерского плавания в Финском заливе налетел на неотмеченную на карте мель Гогландского рифа и разбился. | 0           | [ 13 ] [ 19 ] [ 20 ]               |
| Гогланд                   | галиот                    | 1730 год                        | 5 (16) октября 1743 года           | Во время плавания в шхерах у Фридрихсгами налетел на подводный камень и разбился «в один момент». | н/д         | [ 13 ] [ 21 ]                      |
| Меркуриус                 | фрегат                    | 11 (22) мая 1740 года           | 30 сентября (11 октября) 1743 года | Во время плавания в проливе Каттегат ночью налетел на песчаный риф у острова Ангольт и разбился. | 0           | [ 13 ] [ 20 ] [ 21 ]               |
| Варахаил                  | парусный линейный корабль | 15 (26) мая 1749 года           | 7 (18) июня 1749 года              | По неустановленным причинам опрокинулся и затонул на выходе с бара Северной Двины. | 28          | [ 22 ] [ 23 ] [ 24 ]               |
| Гогланд                   | транспортное судно        | около 1747 года                 | 6 (17) октября 1757 года           | В плавании их Кронштадта в Мемель разбилось у Мемеля. | 0           | [ 22 ] [ 25 ] [ 26 ]               |
| Вахмейстер                | фрегат                    | 26 апреля (7 мая) 1754 года     | 9 (20) октября 1757 года           | В плавании из Ревеля в Кронштадт у острова Вульф попал в сильный шторм и был выброшен на берег. | 14          | [ 22 ] [ 25 ] [ 27 ]               |
| Москва                    | парусный линейный корабль | 19 (30) апреля 1750 года        | 1 (12) октября 1758 года           | Во время плавания в Балтийском море получил повреждения мачт, также у корабля начала расходиться обшивка. Корабль взял курс на российские порты, однако в районе Либавы был прижат ветром к берегу и посажен на мель.                | 98          | [ 28 ] [ 29 ] [ 30 ]               |
| Без названия              | парусный линейный корабль | 20 (31) мая 1758 года           | 19 (30) сентября 1758 года         | Во время перехода из Архангельска в Балтийское море из-за ошибки в счислении наскочил на Скагенский риф, 19 (30) сентября 1758 года корпус корабля переломился, а 26 сентября (7 октября) 1758 года он был полностью разбит волнами. | 16          | [ 28 ] [ 31 ] [ 32 ]               |
| Курьер                    | пакетбот                  | 29 апреля (10 мая) 1757 года    | 11 (22) сентября 1759 года         | По пути из Данцига в Ревель сел на мель и разбился в районе Данцига. | 2           | [ 28 ] [ 33 ] [ 34 ] [ 35 ] [ 36 ] |
| Архангел Михаил           | фрегат                    | 8 (19) июля 1748 года           | 5 (16) августа 1760 года           | Во время конвоирования транспортных галиотов из Кронштадта в Данциг в тумане налетел на риф у острова Гогланд и 30 сентября (11 октября) 1760 года был полностью разбит волнами.                                                     | 0           | [ 28 ] [ 33 ] [ 27 ]               |
| Астрахань                 | парусный линейный корабль |                                 | 10. 10. 1761                       | выброшен на мель у м. Сибернес (о. Даго), 12. 10. был полностью разбит | н/д         |                                    |
| Полтава                   | парусный линейный корабль |                                 | 30. 4. 1770                        | накренился и затонул в Кронштадтской гавани |             |                                    |
| Аргус                     | фрегат                    |                                 | 25.X.1808                          | По пути из Свеаборга в Ревель налетел на банку Девельсей (Курадимуна), не смог с неё сняться. и к 25.10.1808 был разбит волнами | 0           |                                    |
| Вестовой                  | фрегат                    |                                 | 6.VII.1827                         | По пути в Ревель из-за ошибки в счислении сел на камни банки Девельсей (Курадимуна). Не смог с неё сняться и 6.VII.1827был разбит волнами                                                                                            | 0           |                                    |

## Крушения кораблей Каспийской флотилии
| Наименование | Тип    | Дата постройки | Дата гибели | Место и обстоятельства гибели | Число жертв | Прим.        |
| ------------ | ------ | -------------- | ----------- | --- | ----------- | ------------ |
| Зинзили      | гекбот | 1725 год       | 1726 год    | Находясь у побережья Гиляна в районе Энзели на якорной стоянке был застигнут штормом, от сильной качки на гекботе начали расходиться доски обшивки и открылась сильная течь, после чего экипажем был выброшен на берег. | 0           | [ 5 ] [ 12 ] |
| Казань       | гекбот | 1723 год       | 1726 год    | Совершал плавания в Каспийском море, там же и разбился. Место и обстоятельства крушения неизвестны. | 0           | [ 5 ] [ 12 ] |

## Крушения кораблей Сибирской флотилии
| Наименование            | Тип           | Дата постройки              | Дата гибели                     | Место и обстоятельства гибели | Число жертв | Прим.                       |
| ----------------------- | ------------- | --------------------------- | ------------------------------- | --- | ----------- | --------------------------- |
| Экспедицион             | коч           | 1734 год                    | 29 мая (9 июня) 1736 года       | При выходе из устья Печоры сильным напором льда был выброшен на мель и разбит. | 0           | [ 12 ] [ 13 ] [ 37 ]        |
| Фортуна                 | бот           | 1723 год                    | 13 (24) октября 1737 года       | По пути из Охотска в Большерецк разбился в Охотском море в устье реки Большая.. | н/д         | [ 12 ] [ 13 ]               |
| Якутск                  | дубель-шлюпка | 1735 год                    | 13 (24) августа 1740 года       | При выходе из Хатангской губы была повреждена льдами, экипажу удалось по льду переправиться на берег, а сама шлюпка в конце месяца была унесена в Северный Ледовитый океан. | 0           | [ 13 ] [ 38 ]               |
| Святой Пётр             | пакетбот      | 29 июня (10 июля) 1740 года | 28 ноября (9 декабря) 1741 года | Бросил якорь у небольшого острова, впоследствии названного в честь руководителя экспедиции, а его экипаж перебрался на берег. В связи с отсутствием гавани пакетбот также планировалось поставить на берег, однако 28 ноября (9 декабря) 1741 года поднявшийся ветер выбросил судно на берег и разбил его на месте, предназначавшемся изначально для зимовки. | 0           | [ 13 ] [ 19 ] [ 39 ] [ 40 ] |
| Большерецк              | шлюп          | 1739 год                    | 1744 год                        | В 1744 году, по возвращении из похода к берегам Японии, был выброшен на берег близ устья реки Большая, где за невозможностью восстановления был оставлен и впоследствии сгнил. | 0           | [ 41 ] [ 21 ]               |
| Елизавета               | шхербот       | 1741 год                    | 1743 год                        | Выброшен на камчатский берег, впоследствии снят, отремонтирован и возвращён в состав флота. | н/д         | [ 42 ] [ 43 ]               |
| Охотск                  | галиот        | 1739 год                    | 24 октября (4 ноября) 1748 года | По пути из Охотска на Камчатку шквалом был выброшен на берег в устье реки Большая и разбился. | н/д         | [ 21 ] [ 22 ] [ 44 ] [ 45 ] |
| Святой Иоанн Креститель | пакетбот      | 1741 год                    | 12 (23) октября 1753 года       | Находясь во главе отряда лейтенанта В. А. Хметевского следовал из Охотска на Камчатку был застигнут штормом и выброшен на Курильскую кошку напротив устья реки Озёрная. | 5           | [ 22 ] [ 46 ]               |
| Святой Пётр             | гукор         | август 1742 года            | 12 (23) октября 1753 года       | Находясь в составе отряда лейтенанта В. А. Хметевского следовал из Охотска на Камчатку был застигнут штормом и выброшен на берег между устьями рек Воровская и Компаковская. Впоследствии гукор был снят с берега, отремонтирован, введён в строй и продолжил использоваться в качестве грузового судна.                                                      | 12          | [ 22 ] [ 47 ]               |
| Надежда                 | дубель-шлюпка | 1737 год                    | 12 (23) октября 1753 года       | Находясь в составе отряда лейтенанта В. А. Хметевского следовала из Охотска на Камчатку была застигнута штормом, выброшена на Курильскую кошку и впоследствии разбита волнами. | 0           | [ 22 ] [ 47 ]               |
| Архангел Михаил         | бригантина    | 1737 год                    | 1753 год                        | По пути из Охотска в Гижигу разбилась у берегов Камчатки. | н/д         | [ 22 ] [ 47 ]               |
| Елизавета               | шхербот       | 1741 год                    | 1754 год                        | Cледовал в Гижигу с казной, артиллерией, провиантом и командой секретной экспедиции из 48 человек, приблизился к камчатскому берегу для зимовки, однако из-за действий экипажа потерпел крушение. | 0           | [ 22 ] [ 25 ] [ 42 ] [ 43 ] |
| Святой Пётр             | гукор         | август 1742 года            | 1755 год                        | По пути из Ямска в Охотск, сильным противным ветром был отнесен к берегам Камчатки, после чего выброшен на берег и разбит в районе устья реки Воровская. | н/д         | [ 22 ] [ 25 ]               |

### Комментарии
1. 1 2  Или «Меркурий».
2. ↑  По другим данным гекбот.
3. ↑  Во время крушения удалось спастись всем членам экипажа, однако еще до окончания шторма трое матросов скончались «от мокроты и стужи».
4. ↑  Включая гардемарина Василия Рындина и 27 матросов.
5. 1 2  Или 1742 год.
6. ↑  Большая часть экипажа, включая командира галиота штурмана Бахметьва.
7. ↑  Или «Иоанн».
8. ↑  Также в отряде находились гукор «Святой Пётр» и дубель-шлюпка «Надежда», все три судна разбились.
9. ↑  Или «Михаил»
10. ↑  Или 1755 год.